# Марк Ветурий Красс Цикурин
Марк Ветурий Красс Цикурин (лат. Marcus Veturius Crassus Cicurinus; V—IV века до н. э.) — римский политический деятель из патрицианского рода Ветуриев, один из шести военных трибунов с консульской властью 399 года до н. э. Согласно Титу Ливию, Марк Ветурий был единственным патрицием в трибунской коллегии.
Во время этого трибуната римляне разбили капенцев и фалисков, пришедших на помощь Вейям.